# Yannis Christopoulos
Yannis Christopoulos (griechisch Γιάννης Χρηστόπουλος; * 7. Juni 1974 in Patras) ist ein griechischer Basketballtrainer.
Bereits im Alter von 22 Jahren begann Christopoulos 1996 seine Trainerkarriere in der Jugendabteilung des rumänischen Vereins CS Universitatea Mobitelco Cluj-Napoca, bevor er in seiner Heimatstadt Assistenztrainer des Erstligisten Apollon Patras wurde, bei dem er in der Saison 1999/2000 unter Cheftrainer Dirk Bauermann tätig war. Ebenfalls unter Bauermann arbeitete Christopoulos 2000/01 erstmals in Deutschland als Assistenztrainer bei Brandt Hagen.
Seine Laufbahn als Cheftrainer startete Christopoulos 2004 auf Zypern, ehe er 2005 Cheftrainer bei seinem ehemaligen Arbeitgeber Apollon Patras wurde. Bis 2008 folgten Engagements bei weiteren griechischen Erstligisten, anschließend kehrte Christopoulos nach Zypern zurück, wo er nach 2004/05 zum zweiten Mal Cheftrainer der Basketballabteilung von APOEL Nikosia wurde. Mit APOEL gewann er 2010 die zypriotischen Basketballmeisterschaft.
Seit 2011 ist Yannis Christopoulos wieder in Deutschland tätig, wo er zunächst Assistenztrainer von Dirk Bauermann beim FC Bayern München wurde. Nach Bauermanns Beurlaubung am 27. September 2012 wurde er zum neuen Cheftrainer befördert. Christopoulos sollte die Mannschaft ursprünglich bis zum Ende der Spielzeit betreuen, wurde jedoch am 27. November 2012 durch Svetislav Pešić ersetzt, da die Erwartungen nicht erfüllt worden waren.